# Youth Cup w kombinacji norweskiej 2023/2024
Sezon 2023/2024 Youth Cup w kombinacji norweskiej. Rywalizacja rozpoczęła się 25 sierpnia 2023 w niemieckim Oberwiesenthal, natomiast zakończyła się 7 stycznia 2024 w czeskim Harrachovie.
W grupie Youth I w sezonie 2023/2024 startowali zawodnicy urodzeni w latach 2009-2011, natomiast w grupie Youth II zawodnicy urodzeni w latach 2006-2008.

## Kalendarz i wyniki Youth I
| Lp. | Data             | Miejscowość    | Konkurencja           | 1. miejsce                          | 2. miejsce     | 3. miejsce     |
| --- | ---------------- | -------------- | --------------------- | ----------------------------------- | -------------- | -------------- |
| 1.  | 25 sierpnia 2023 | Oberwiesenthal | Gundersen HS69/5 km   | Timon Brglez                        | Fritz Ungethüm | Linus Niemeyer |
| 2.  | 26 sierpnia 2023 | Oberwiesenthal | Gundersen HS69/5 km   | Timon Brglez                        | Jiří Kubalák   | Nick Seidel    |
| 3.  | 6 stycznia 2024  | Harrachov      | Gundersen HS73/3,2 km | Timon Brglez                        | Nick Seidel    | Jiří Kubalák   |
| 4.  | 7 stycznia 2024  | Harrachov      | Gundersen HS73/2,4 km | Jørgen Andreas Kristiansen Furfjord | Jiří Kubalák   | Nick Seidel    |

## Kalendarz i wyniki Youth II
| Lp. | Data             | Miejscowość    | Konkurencja           | 1. miejsce            | 2. miejsce      | 3. miejsce       |
| --- | ---------------- | -------------- | --------------------- | --------------------- | --------------- | ---------------- |
| 1.  | 25 sierpnia 2023 | Oberwiesenthal | Gundersen HS69/6 km   | Ołeksandr Szowkoplias | Kacper Jarząbek | Phil Recknagel   |
| 2.  | 26 sierpnia 2023 | Oberwiesenthal | Gundersen HS69/6 km   | Jáchym Hrdina         | Kacper Jarząbek | Mikołaj Wantulok |
| 3.  | 6 stycznia 2024  | Harrachov      | Gundersen HS73/6,4 km | Lukáš Doležal         | Alvin Le        | Lukas Mühlbacher |
| 4.  | 7 stycznia 2024  | Harrachov      | Gundersen HS73/4 km   | Lukas Mühlbacher      | Lukáš Doležal   | Alvin Le         |

## Klasyfikacje
| Lp. | Zawodnik                            | Punkty |
| --- | ----------------------------------- | ------ |
| 1.  | Timon Brglez                        | 350    |
| 2.  | Jiří Kubalák                        | 260    |
| 3.  | Nick Seidel                         | 236    |
| 4.  | Jørgen Andreas Kristiansen Furfjord | 202    |
| 5.  | Ruubert Teder                       | 170    |
| 6.  | Fritz Ungethüm                      | 127    |
| 7.  | Nico Vötter                         | 109    |
| 8.  | Matti-Ben Thumser                   | 104    |
| 9.  | Timo Häfner                         | 98     |
| 10. | Marek Hradil                        | 90     |

| Lp. | Zawodnik              | Punkty |
| --- | --------------------- | ------ |
| 1.  | Ołeksandr Szowkoplias | 190    |
| 2.  | Lukáš Doležal         | 180    |
| 3.  | Jan Kabeláč           | 176    |
| 4.  | Lukas Mühlbacher      | 160    |
| =   | Kacper Jarząbek       | 160    |
| 6.  | Alvin Le              | 159    |
| 7.  | Jáchym Hrdina         | 140    |
| 8.  | Mikołaj Wantulok      | 110    |
| 9.  | Karel Pastarus        | 93     |
| 10. | Rostysław Kiraszczuk  | 92     |
| ... |                       |        |
| 14. | Szymon Dubiel         | 82     |
| 24. | Jakub Cieślar         | 43     |
| 28. | Piotr Nowak           | 33     |
| 32. | Mikołaj Serwatowicz   | 24     |